# Лептура кровянокрылая

Лептура кровянокрылая (лат. Anastrangalia sanguinolenta) — жук из семейства усачей и подсемейства Усачики.

## Описание
Жук длиной от 8 до 13 мм. Время лёта жука с мая по август.

## Распространение
Встречается в Европе, на Кавказе и Закавказье, в Турции.

## Экология и местообитания
Жизненный цикл продолжается два-три года. Кормовые растения — ель (Picea) и сосна (Pinus).